# Trophy Manager
Trophy Manager es un juego en línea de navegador creado por Niklas y Soren, dos estudiantes de Dinamarca. En el juego, cada usuario posee un equipo de fútbol masculino que juega en alguna división de alguno de los tantos países reales y se encarga de comprar/vender jugadores, de armar la táctica y ampliar el estadio, entre otras tareas. En TM cada temporada dura 3 meses, por lo que por año hay 4 temporadas. Actualmente transcurre la temporada 75.

## Competiciones
En Trophy Manager existen tres competiciones diferentes, al igual que en el fútbol real, como son la liga, una copa nacional y las copas internacionales.
La liga consiste en un torneo que se juega una vez por temporada, la cual consiste en 20 equipos que juegan todos contra todos ida y vuelta. Como en todos los países existentes en TM hay muchos más equipos que esos 20, existe un sistema de ascensos y descensos, por cada división superior hay tres inferiores, existe una división de primera, tres de segunda, nueve de tercera y así sucesivamente, para países existen 729 grupos en la séptima división y algunos grupos en la octava división. En todas las divisiones ascienden los campeones y los segundos y descienden los seis últimos, a excepción de la última división donde no hay descensos, en la primera, donde nadie asciende, y en vez de seis descensos directos se organiza con tres descensos directos y tres promociones, y en segunda, donde hay tres ascensos directos (el campeón de cada grupo) y los segundos juegan el partido de promoción. Cualquier nuevo equipo creado empieza en la última división del país en el que se creó. Se juegan tres partidos de liga por semana, los miércoles, viernes y domingos.
La copa nacional, por otro lado, es una competición en la que participan todos los equipos de todas las divisiones de un país, con eliminación directa a partido único. En esta competición los equipos de divisiones inferiores suelen entrar antes a la copa, pero depende totalmente de la cantidad de equipos del país. Usualmente la gana un equipo de primera y a veces un equipo de segunda. Los partidos de Copa se juegan los lunes y jueves.
Pero las competencias no llegan solo al nivel de un país, también existen competencias internacionales, en las cuales clasifican hasta tres equipos de la primera división de cada país. Existen seis competencias internacionales a nivel de clubes en TM, que son la UETA Champions League (en imitación a la Liga de Campeones de la UEFA, la UETA Cup (imitando a la Liga Europea de la UEFA), la FATA liberty league (en imitación a la Copa Libertadores de América, la FATA copa Americana (en imitación a la Copa Sudamericana), la FITA Row (rest of world) League y la FITA Row cup, que son para el resto del mundo. Hay entonces seis campeones internacionales por año en TM, que son el objetivo final de los mánager. Los partidos internacionales se juegan los sábados salvo algunas excepciones.
También existen ligas amistosas de hasta 12 equipos que son arregladas entre los mánager y no cuentan como competiciones oficiales. Los partidos de ligas amistosas se juegan los martes.

### FATA Liberty League T29
Esta es la competencia internacional de clubes de América actualmente en curso. 16 equipos de los 60 debieron jugar la primera ronda previa, donde en partidos de ida y vuelta de esos 16 solo quedaron 8, que clasificaron a la segunda ronda previa, junto con 32 equipos más que clasificaron directamente a dicha ronda sumando un total de 40 equipos en la segunda ronda previa, de los cuales 20 clasificaron a la fase de grupos, donde, junto con 12 equipos más que clasificaron directamente a dicha fase sumaron 32 equipos que estuvieron distribuidos en 8 grupos de 4 equipos formados al azar, donde jugaron partidos de ida y vuelta contra cada integrante del grupo, del cual clasificaron los dos primeros de cada uno. Los criterios tomados en cuenta para la clasificación fueron en orden, puntos, diferencia de goles y mayor cantidad de goles a favor. Actualmente solo 2 equipos siguen en competencia que disputaran la final.

#### Cuadro de fase final
|  | Octavos de final               | Octavos de final               | Octavos de final               |               |   | Cuartos de final               | Cuartos de final               | Cuartos de final               |  |  | Semifinales                       | Semifinales                       | Semifinales                       |  |  | Final              | Final              | Final              |
|  | el 14 de agosto y 18 de agosto | el 14 de agosto y 18 de agosto | el 14 de agosto y 18 de agosto |               |   | el 21 de agosto y 25 de agosto | el 21 de agosto y 25 de agosto | el 21 de agosto y 25 de agosto |  |  | el 28 de agosto y 1 de septiembre | el 28 de agosto y 1 de septiembre | el 28 de agosto y 1 de septiembre |  |  | el 9 de septiembre | el 9 de septiembre | el 9 de septiembre |
|  |                                |                                |                                |               |   |                                |                                |                                |  |  |                                   |                                   |                                   |  |  |                    |                    |                    |
|  |                                |                                |                                |               |   |                                |                                |                                |  |  |                                   |                                   |                                   |  |  |                    |                    |                    |
|  |                                |                                |                                |               |   |                                |                                |                                |  |  |                                   |                                   |                                   |  |  |                    |                    |                    |
|  | Real Oakton                    | 0                              | 1                              |               |   |                                |                                |                                |  |  |                                   |                                   |                                   |  |  |                    |                    |                    |
|  | Real Oakton                    | 0                              | 1                              |               |   |                                |                                |                                |  |  |                                   |                                   |                                   |  |  |                    |                    |                    |
|  | Ace FC                         | 2                              | 3                              |               |   |                                |                                |                                |  |  |                                   |                                   |                                   |  |  |                    |                    |                    |
|  | Ace FC                         | 2                              | 3                              | ACE FC        | 7 | 4                              |                                |                                |  |  |                                   |                                   |                                   |  |  |                    |                    |                    |
|  |                                |                                |                                |               | 7 | 4                              |                                |                                |  |  |                                   |                                   |                                   |  |  |                    |                    |                    |
|  |                                | FC P. Heraclius                | 0                              | 2             |   |                                |                                |                                |  |  |                                   |                                   |                                   |  |  |                    |                    |                    |
|  | FC P. Heraclius                | FC P. Heraclius                | 0                              | 2             | 2 | 1                              |                                |                                |  |  |                                   |                                   |                                   |  |  |                    |                    |                    |
|  | FC P. Heraclius                |                                |                                |               | 2 | 1                              |                                |                                |  |  |                                   |                                   |                                   |  |  |                    |                    |                    |
|  | Wolverines 4 Life              | 0                              | 1                              |               |   |                                |                                |                                |  |  |                                   |                                   |                                   |  |  |                    |                    |                    |
|  | Wolverines 4 Life              | 0                              | 1                              | ACE FC        | 0 | 1                              |                                |                                |  |  |                                   |                                   |                                   |  |  |                    |                    |                    |
|  |                                |                                |                                |               | 0 | 1                              |                                |                                |  |  |                                   |                                   |                                   |  |  |                    |                    |                    |
|  |                                | RHZ                            | 4                              | 2             |   |                                |                                |                                |  |  |                                   |                                   |                                   |  |  |                    |                    |                    |
|  | RHZ                            | RHZ                            | 4                              | 2             | 4 | 7                              |                                |                                |  |  |                                   |                                   |                                   |  |  |                    |                    |                    |
|  | RHZ                            |                                |                                |               | 4 | 7                              |                                |                                |  |  |                                   |                                   |                                   |  |  |                    |                    |                    |
|  | Camembaro FC                   | 0                              | 1                              |               |   |                                |                                |                                |  |  |                                   |                                   |                                   |  |  |                    |                    |                    |
|  | Camembaro FC                   | 0                              | 1                              | RHZ           | 4 | 2                              |                                |                                |  |  |                                   |                                   |                                   |  |  |                    |                    |                    |
|  |                                |                                |                                |               | 4 | 2                              |                                |                                |  |  |                                   |                                   |                                   |  |  |                    |                    |                    |
|  |                                | FC Cape May                    | 1                              | 1             |   |                                |                                |                                |  |  |                                   |                                   |                                   |  |  |                    |                    |                    |
|  | Super Colorado                 | FC Cape May                    | 1                              | 1             | 0 | 2                              |                                |                                |  |  |                                   |                                   |                                   |  |  |                    |                    |                    |
|  | Super Colorado                 |                                |                                |               | 0 | 2                              |                                |                                |  |  |                                   |                                   |                                   |  |  |                    |                    |                    |
|  | FC Cape May                    | 2                              | 1                              |               |   |                                |                                |                                |  |  |                                   |                                   |                                   |  |  |                    |                    |                    |
|  | FC Cape May                    | 2                              | 1                              | RHZ           | 0 |                                |                                |                                |  |  |                                   |                                   |                                   |  |  |                    |                    |                    |
|  |                                |                                |                                |               | 0 |                                |                                |                                |  |  |                                   |                                   |                                   |  |  |                    |                    |                    |
|  |                                | Sport Recife                   | 3                              |               |   |                                |                                |                                |  |  |                                   |                                   |                                   |  |  |                    |                    |                    |
|  | Nidabago                       | Sport Recife                   | 3                              | 3             | 3 |                                |                                |                                |  |  |                                   |                                   |                                   |  |  |                    |                    |                    |
|  | Nidabago                       |                                |                                |               | 3 |                                |                                |                                |  |  |                                   |                                   |                                   |  |  |                    |                    |                    |
|  | Barsenal                       | 0                              | 5                              |               |   |                                |                                |                                |  |  |                                   |                                   |                                   |  |  |                    |                    |                    |
|  | Barsenal                       | 0                              | 5                              | Nidabago      | 2 | 2                              |                                |                                |  |  |                                   |                                   |                                   |  |  |                    |                    |                    |
|  |                                |                                |                                |               | 2 | 2                              |                                |                                |  |  |                                   |                                   |                                   |  |  |                    |                    |                    |
|  |                                | Woodington FC                  | 2                              | 4             |   |                                |                                |                                |  |  |                                   |                                   |                                   |  |  |                    |                    |                    |
|  | Woodington FC                  | Woodington FC                  | 2                              | 4             | 1 | 2                              |                                |                                |  |  |                                   |                                   |                                   |  |  |                    |                    |                    |
|  | Woodington FC                  |                                |                                |               | 1 | 2                              |                                |                                |  |  |                                   |                                   |                                   |  |  |                    |                    |                    |
|  | C.N. de F.                     | 0                              | 0                              |               |   |                                |                                |                                |  |  |                                   |                                   |                                   |  |  |                    |                    |                    |
|  | C.N. de F.                     | 0                              | 0                              | Woodington FC | 1 | 0                              |                                |                                |  |  |                                   |                                   |                                   |  |  |                    |                    |                    |
|  |                                |                                |                                |               | 1 | 0                              |                                |                                |  |  |                                   |                                   |                                   |  |  |                    |                    |                    |
|  |                                | Sport Recife                   | 2                              | 2             |   |                                |                                |                                |  |  |                                   |                                   |                                   |  |  |                    |                    |                    |
|  | Nuevaquilla                    | Sport Recife                   | 2                              | 2             | 1 | 0                              |                                |                                |  |  |                                   |                                   |                                   |  |  |                    |                    |                    |
|  | Nuevaquilla                    |                                |                                |               | 1 | 0                              |                                |                                |  |  |                                   |                                   |                                   |  |  |                    |                    |                    |
|  | Sport Recife (TM)              | 5                              | 3                              |               |   |                                |                                |                                |  |  |                                   |                                   |                                   |  |  |                    |                    |                    |
|  | Sport Recife (TM)              | 5                              | 3                              | Sport Recife  | 8 | 3                              |                                |                                |  |  |                                   |                                   |                                   |  |  |                    |                    |                    |
|  |                                |                                |                                |               | 8 | 3                              |                                |                                |  |  |                                   |                                   |                                   |  |  |                    |                    |                    |
|  |                                | F.C. Uni. Craiova              | 1                              | 0             |   |                                |                                |                                |  |  |                                   |                                   |                                   |  |  |                    |                    |                    |
|  | F.C. Uni. Craiova              | F.C. Uni. Craiova              | 1                              | 0             | 1 | 1                              |                                |                                |  |  |                                   |                                   |                                   |  |  |                    |                    |                    |
|  | F.C. Uni. Craiova              |                                |                                |               | 1 | 1                              |                                |                                |  |  |                                   |                                   |                                   |  |  |                    |                    |                    |
|  | CMP FC                         | 1                              | 0                              |               |   |                                |                                |                                |  |  |                                   |                                   |                                   |  |  |                    |                    |                    |

### FATA Copa Americana T29
Esta es la segunda máxima competición de clubes de América actualmente en curso. En esta participan más de 100 clubes, de los cuales algunos arrancaron en la ronda previa 1, otros en la ronda previa 2 y una minoría directamente en la fase de grupos. La ronda previa 1 consistió en un partido de ida y vuelta con un rival al azar que también jugase esa ronda, y los ganadores pasaron a la ronda previa dos, donde, junto los clasificados directamente a esta ronda, la jugaron utilizando el mismo procedimiento de la ronda 1, y los victoriosos clasificaron a la fase de grupos, que en total tuvo 48 equipos distribuidos en 12 grupos de 4 equipos, de los cuales los 2 mejores de cada grupo clasificaron a los 16avos de final. Actualmente siguen en competencia 3 equipos.

#### Cuadro de fase final
|  | Ronda de 32                       | Ronda de 32                       | Ronda de 32                       | Ronda de 32                       |      |                      | Octavos de final               | Octavos de final               | Octavos de final               | Octavos de final               |  |                     | Cuartos de final                  | Cuartos de final                  | Cuartos de final                  | Cuartos de final                  |  |             | Semifinal                            | Semifinal                            | Semifinal                            | Semifinal                            |  |          | Final              | Final              | Final              |  |
|  | el 14 de agosto y el 18 de agosto | el 14 de agosto y el 18 de agosto | el 14 de agosto y el 18 de agosto | el 14 de agosto y el 18 de agosto |      |                      | el 21 de agosto y 25 de agosto | el 21 de agosto y 25 de agosto | el 21 de agosto y 25 de agosto | el 21 de agosto y 25 de agosto |  |                     | el 28 de agosto y 1 de septiembre | el 28 de agosto y 1 de septiembre | el 28 de agosto y 1 de septiembre | el 28 de agosto y 1 de septiembre |  |             | el 6 de septiembre y 8 de septiembre | el 6 de septiembre y 8 de septiembre | el 6 de septiembre y 8 de septiembre | el 6 de septiembre y 8 de septiembre |  |          | el 9 de septiembre | el 9 de septiembre | el 9 de septiembre |  |
|  |                                   |                                   |                                   |                                   |      |                      |                                |                                |                                |                                |  |                     |                                   |                                   |                                   |                                   |  |             |                                      |                                      |                                      |                                      |  |          |                    |                    |                    |  |
|  |                                   |                                   |                                   |                                   |      |                      |                                |                                |                                |                                |  |                     |                                   |                                   |                                   |                                   |  |             |                                      |                                      |                                      |                                      |  |          |                    |                    |                    |  |
|  | 1                                 | Lost Paradise                     | 0                                 | 3                                 |      |                      |                                |                                |                                |                                |  |                     |                                   |                                   |                                   |                                   |  |             |                                      |                                      |                                      |                                      |  |          |                    |                    |                    |  |
|  | 1                                 | Lost Paradise                     | 0                                 | 3                                 |      |                      |                                |                                |                                |                                |  |                     |                                   |                                   |                                   |                                   |  |             |                                      |                                      |                                      |                                      |  |          |                    |                    |                    |  |
|  | 32                                | Maracay F.C                       | 1                                 | 0                                 |      |                      |                                |                                |                                |                                |  |                     |                                   |                                   |                                   |                                   |  |             |                                      |                                      |                                      |                                      |  |          |                    |                    |                    |  |
|  | 32                                | Maracay F.C                       | 1                                 | 0                                 |      | Lost Paradise        | Lost Paradise                  | 2                              | 0                              |                                |  |                     |                                   |                                   |                                   |                                   |  |             |                                      |                                      |                                      |                                      |  |          |                    |                    |                    |  |
|  |                                   |                                   |                                   |                                   |      | Lost Paradise        | Lost Paradise                  | 2                              | 0                              |                                |  |                     |                                   |                                   |                                   |                                   |  |             |                                      |                                      |                                      |                                      |  |          |                    |                    |                    |  |
|  |                                   |                                   | Once Arepas                       | Once Arepas                       | 2    | 1                    |                                |                                |                                |                                |  |                     |                                   |                                   |                                   |                                   |  |             |                                      |                                      |                                      |                                      |  |          |                    |                    |                    |  |
|  | 17                                | Once Arepas                       | Once Arepas                       | Once Arepas                       | 2    | 1                    | 2                              | 3                              |                                |                                |  |                     |                                   |                                   |                                   |                                   |  |             |                                      |                                      |                                      |                                      |  |          |                    |                    |                    |  |
|  | 17                                | Once Arepas                       |                                   |                                   |      |                      |                                |                                |                                |                                |  |                     |                                   |                                   |                                   |                                   |  |             |                                      |                                      |                                      |                                      |  |          |                    |                    |                    |  |
|  | 16                                | team duffman                      | 1                                 | 3                                 |      |                      |                                |                                |                                |                                |  |                     |                                   |                                   |                                   |                                   |  |             |                                      |                                      |                                      |                                      |  |          |                    |                    |                    |  |
|  | 16                                | team duffman                      | 1                                 | 3                                 |      |                      |                                |                                |                                |                                |  | Once Arepas         | Once Arepas                       | 1                                 | 1(2)                              |                                   |  |             |                                      |                                      |                                      |                                      |  |          |                    |                    |                    |  |
|  |                                   |                                   |                                   |                                   |      |                      |                                |                                |                                |                                |  | Once Arepas         | Once Arepas                       | 1                                 | 1(2)                              |                                   |  |             |                                      |                                      |                                      |                                      |  |          |                    |                    |                    |  |
|  |                                   |                                   | Barrio el Perro FC                | Barrio el Perro FC                | 1    | 1                    |                                |                                |                                |                                |  |                     |                                   |                                   |                                   |                                   |  |             |                                      |                                      |                                      |                                      |  |          |                    |                    |                    |  |
|  | 9                                 | M.C.B. United                     | Barrio el Perro FC                | Barrio el Perro FC                | 1    | 1                    | 0                              | 1                              |                                |                                |  |                     |                                   |                                   |                                   |                                   |  |             |                                      |                                      |                                      |                                      |  |          |                    |                    |                    |  |
|  | 9                                 | M.C.B. United                     |                                   |                                   |      |                      |                                |                                |                                |                                |  |                     |                                   |                                   |                                   |                                   |  |             |                                      |                                      |                                      |                                      |  |          |                    |                    |                    |  |
|  | 24                                | Parpok F.C.                       | 2                                 | 1                                 |      |                      |                                |                                |                                |                                |  |                     |                                   |                                   |                                   |                                   |  |             |                                      |                                      |                                      |                                      |  |          |                    |                    |                    |  |
|  | 24                                | Parpok F.C.                       | 2                                 | 1                                 |      | Parpok F.C.          | Parpok F.C.                    | 2                              | 1                              |                                |  |                     |                                   |                                   |                                   |                                   |  |             |                                      |                                      |                                      |                                      |  |          |                    |                    |                    |  |
|  |                                   |                                   |                                   |                                   |      | Parpok F.C.          | Parpok F.C.                    | 2                              | 1                              |                                |  |                     |                                   |                                   |                                   |                                   |  |             |                                      |                                      |                                      |                                      |  |          |                    |                    |                    |  |
|  |                                   |                                   | Barrio el Perro FC                | Barrio el Perro FC                | 4    | 1                    |                                |                                |                                |                                |  |                     |                                   |                                   |                                   |                                   |  |             |                                      |                                      |                                      |                                      |  |          |                    |                    |                    |  |
|  | 25                                | Dark Knights                      | Barrio el Perro FC                | Barrio el Perro FC                | 4    | 1                    | 1                              | 1                              |                                |                                |  |                     |                                   |                                   |                                   |                                   |  |             |                                      |                                      |                                      |                                      |  |          |                    |                    |                    |  |
|  | 25                                | Dark Knights                      |                                   |                                   |      |                      |                                |                                |                                |                                |  |                     |                                   |                                   |                                   |                                   |  |             |                                      |                                      |                                      |                                      |  |          |                    |                    |                    |  |
|  | 8                                 | Barrio el Perro FC                | 1                                 | 3                                 |      |                      |                                |                                |                                |                                |  |                     |                                   |                                   |                                   |                                   |  |             |                                      |                                      |                                      |                                      |  |          |                    |                    |                    |  |
|  | 8                                 | Barrio el Perro FC                | 1                                 | 3                                 |      |                      |                                |                                |                                |                                |  |                     |                                   |                                   |                                   |                                   |  | Once Arepas | Once Arepas                          | 1                                    | 1                                    |                                      |  |          |                    |                    |                    |  |
|  |                                   |                                   |                                   |                                   |      |                      |                                |                                |                                |                                |  |                     |                                   |                                   |                                   |                                   |  | Once Arepas | Once Arepas                          | 1                                    | 1                                    |                                      |  |          |                    |                    |                    |  |
|  |                                   |                                   | Force FC                          | Force FC                          | 1    | 4                    |                                |                                |                                |                                |  |                     |                                   |                                   |                                   |                                   |  |             |                                      |                                      |                                      |                                      |  |          |                    |                    |                    |  |
|  | 5                                 | real damar                        | Force FC                          | Force FC                          | 1    | 4                    | 1                              | 0                              |                                |                                |  |                     |                                   |                                   |                                   |                                   |  |             |                                      |                                      |                                      |                                      |  |          |                    |                    |                    |  |
|  | 5                                 | real damar                        |                                   |                                   |      |                      |                                |                                |                                |                                |  |                     |                                   |                                   |                                   |                                   |  |             |                                      |                                      |                                      |                                      |  |          |                    |                    |                    |  |
|  | 28                                | Union matanzas                    | 4                                 | 3                                 |      |                      |                                |                                |                                |                                |  |                     |                                   |                                   |                                   |                                   |  |             |                                      |                                      |                                      |                                      |  |          |                    |                    |                    |  |
|  | 28                                | Union matanzas                    | 4                                 | 3                                 |      | UNIÓN MATANZAS       | UNIÓN MATANZAS                 | 6                              | 4                              |                                |  |                     |                                   |                                   |                                   |                                   |  |             |                                      |                                      |                                      |                                      |  |          |                    |                    |                    |  |
|  |                                   |                                   |                                   |                                   |      | UNIÓN MATANZAS       | UNIÓN MATANZAS                 | 6                              | 4                              |                                |  |                     |                                   |                                   |                                   |                                   |  |             |                                      |                                      |                                      |                                      |  |          |                    |                    |                    |  |
|  |                                   |                                   | West Torli                        | West Torli                        | 0    | 1                    |                                |                                |                                |                                |  |                     |                                   |                                   |                                   |                                   |  |             |                                      |                                      |                                      |                                      |  |          |                    |                    |                    |  |
|  | 21                                | West Torli                        | West Torli                        | West Torli                        | 0    | 1                    | 1                              | 2                              |                                |                                |  |                     |                                   |                                   |                                   |                                   |  |             |                                      |                                      |                                      |                                      |  |          |                    |                    |                    |  |
|  | 21                                | West Torli                        |                                   |                                   |      |                      |                                |                                |                                |                                |  |                     |                                   |                                   |                                   |                                   |  |             |                                      |                                      |                                      |                                      |  |          |                    |                    |                    |  |
|  | 12                                | Central Córdoba                   | 0                                 | 1                                 |      |                      |                                |                                |                                |                                |  |                     |                                   |                                   |                                   |                                   |  |             |                                      |                                      |                                      |                                      |  |          |                    |                    |                    |  |
|  | 12                                | Central Córdoba                   | 0                                 | 1                                 |      |                      |                                |                                |                                |                                |  | UNIÓN MATANZAS      | UNIÓN MATANZAS                    | 1                                 | 1                                 |                                   |  |             |                                      |                                      |                                      |                                      |  |          |                    |                    |                    |  |
|  |                                   |                                   |                                   |                                   |      |                      |                                |                                |                                |                                |  | UNIÓN MATANZAS      | UNIÓN MATANZAS                    | 1                                 | 1                                 |                                   |  |             |                                      |                                      |                                      |                                      |  |          |                    |                    |                    |  |
|  |                                   |                                   | Force FC                          | Force FC                          | 4    | 4                    |                                |                                |                                |                                |  |                     |                                   |                                   |                                   |                                   |  |             |                                      |                                      |                                      |                                      |  |          |                    |                    |                    |  |
|  | 13                                | FC Rioja                          | Force FC                          | Force FC                          | 4    | 4                    | 1                              | 2                              |                                |                                |  |                     |                                   |                                   |                                   |                                   |  |             |                                      |                                      |                                      |                                      |  |          |                    |                    |                    |  |
|  | 13                                | FC Rioja                          |                                   |                                   |      |                      |                                |                                |                                |                                |  |                     |                                   |                                   |                                   |                                   |  |             |                                      |                                      |                                      |                                      |  |          |                    |                    |                    |  |
|  | 20                                | chalom                            | 1                                 | 0                                 |      |                      |                                |                                |                                |                                |  |                     |                                   |                                   |                                   |                                   |  |             |                                      |                                      |                                      |                                      |  |          |                    |                    |                    |  |
|  | 20                                | chalom                            | 1                                 | 0                                 |      | FC Rioja             | FC Rioja                       | 0                              | 1                              |                                |  |                     |                                   |                                   |                                   |                                   |  |             |                                      |                                      |                                      |                                      |  |          |                    |                    |                    |  |
|  |                                   |                                   |                                   |                                   |      | FC Rioja             | FC Rioja                       | 0                              | 1                              |                                |  |                     |                                   |                                   |                                   |                                   |  |             |                                      |                                      |                                      |                                      |  |          |                    |                    |                    |  |
|  |                                   |                                   | Force FC                          | Force FC                          | 3    | 2                    |                                |                                |                                |                                |  |                     |                                   |                                   |                                   |                                   |  |             |                                      |                                      |                                      |                                      |  |          |                    |                    |                    |  |
|  | 29                                | Force FC                          | Force FC                          | Force FC                          | 3    | 2                    | 4                              | 3                              |                                |                                |  |                     |                                   |                                   |                                   |                                   |  |             |                                      |                                      |                                      |                                      |  |          |                    |                    |                    |  |
|  | 29                                | Force FC                          |                                   |                                   |      |                      |                                |                                |                                |                                |  |                     |                                   |                                   |                                   |                                   |  |             |                                      |                                      |                                      |                                      |  |          |                    |                    |                    |  |
|  | 4                                 | FC DSBH Kelevra                   | 2                                 | 1                                 |      |                      |                                |                                |                                |                                |  |                     |                                   |                                   |                                   |                                   |  |             |                                      |                                      |                                      |                                      |  |          |                    |                    |                    |  |
|  | 4                                 | FC DSBH Kelevra                   | 2                                 | 1                                 |      |                      |                                |                                |                                |                                |  |                     |                                   |                                   |                                   |                                   |  |             |                                      |                                      |                                      |                                      |  | Force FC | Force FC           | 2(1)               |                    |  |
|  |                                   |                                   |                                   |                                   |      |                      |                                |                                |                                |                                |  |                     |                                   |                                   |                                   |                                   |  |             |                                      |                                      |                                      |                                      |  | Force FC | Force FC           | 2(1)               |                    |  |
|  |                                   |                                   | Edu Ali@nza TLV                   | Edu Ali@nza TLV                   | 2(2) |                      |                                |                                |                                |                                |  |                     |                                   |                                   |                                   |                                   |  |             |                                      |                                      |                                      |                                      |  |          |                    |                    |                    |  |
|  | 3                                 | Madison Mavericks                 | Edu Ali@nza TLV                   | Edu Ali@nza TLV                   | 2(2) | 0                    | 1(2)                           |                                |                                |                                |  |                     |                                   |                                   |                                   |                                   |  |             |                                      |                                      |                                      |                                      |  |          |                    |                    |                    |  |
|  | 3                                 | Madison Mavericks                 |                                   |                                   |      |                      |                                |                                |                                |                                |  |                     |                                   |                                   |                                   |                                   |  |             |                                      |                                      |                                      |                                      |  |          |                    |                    |                    |  |
|  | 30                                | Hillhurst 07                      | 1                                 | 0(4)                              |      |                      |                                |                                |                                |                                |  |                     |                                   |                                   |                                   |                                   |  |             |                                      |                                      |                                      |                                      |  |          |                    |                    |                    |  |
|  | 30                                | Hillhurst 07                      | 1                                 | 0(4)                              |      | Hillhurst 07         | Hillhurst 07                   | 2                              | 1                              |                                |  |                     |                                   |                                   |                                   |                                   |  |             |                                      |                                      |                                      |                                      |  |          |                    |                    |                    |  |
|  |                                   |                                   |                                   |                                   |      | Hillhurst 07         | Hillhurst 07                   | 2                              | 1                              |                                |  |                     |                                   |                                   |                                   |                                   |  |             |                                      |                                      |                                      |                                      |  |          |                    |                    |                    |  |
|  |                                   |                                   | C.SyD Pando                       | C.SyD Pando                       | 1    | 0                    |                                |                                |                                |                                |  |                     |                                   |                                   |                                   |                                   |  |             |                                      |                                      |                                      |                                      |  |          |                    |                    |                    |  |
|  | 19                                | C.SyD Pando                       | C.SyD Pando                       | C.SyD Pando                       | 1    | 0                    | 2                              | 2                              |                                |                                |  |                     |                                   |                                   |                                   |                                   |  |             |                                      |                                      |                                      |                                      |  |          |                    |                    |                    |  |
|  | 19                                | C.SyD Pando                       |                                   |                                   |      |                      |                                |                                |                                |                                |  |                     |                                   |                                   |                                   |                                   |  |             |                                      |                                      |                                      |                                      |  |          |                    |                    |                    |  |
|  | 14                                | C.A. B0CA JUNIORS                 | 0                                 | 0                                 |      |                      |                                |                                |                                |                                |  |                     |                                   |                                   |                                   |                                   |  |             |                                      |                                      |                                      |                                      |  |          |                    |                    |                    |  |
|  | 14                                | C.A. B0CA JUNIORS                 | 0                                 | 0                                 |      |                      |                                |                                |                                |                                |  | Hillhurst 07        | Hillhurst 07                      | 1                                 | 0                                 |                                   |  |             |                                      |                                      |                                      |                                      |  |          |                    |                    |                    |  |
|  |                                   |                                   |                                   |                                   |      |                      |                                |                                |                                |                                |  | Hillhurst 07        | Hillhurst 07                      | 1                                 | 0                                 |                                   |  |             |                                      |                                      |                                      |                                      |  |          |                    |                    |                    |  |
|  |                                   |                                   | Chewbacca                         | Chewbacca                         | 1    | 0(V)                 |                                |                                |                                |                                |  |                     |                                   |                                   |                                   |                                   |  |             |                                      |                                      |                                      |                                      |  |          |                    |                    |                    |  |
|  | 11                                | Chewbacca                         | Chewbacca                         | Chewbacca                         | 1    | 0(V)                 | 2                              | 2                              |                                |                                |  |                     |                                   |                                   |                                   |                                   |  |             |                                      |                                      |                                      |                                      |  |          |                    |                    |                    |  |
|  | 11                                | Chewbacca                         |                                   |                                   |      |                      |                                |                                |                                |                                |  |                     |                                   |                                   |                                   |                                   |  |             |                                      |                                      |                                      |                                      |  |          |                    |                    |                    |  |
|  | 22                                | São Paulo Futebol Club            | 2                                 | 1                                 |      |                      |                                |                                |                                |                                |  |                     |                                   |                                   |                                   |                                   |  |             |                                      |                                      |                                      |                                      |  |          |                    |                    |                    |  |
|  | 22                                | São Paulo Futebol Club            | 2                                 | 1                                 |      | Chewbacca            | Chewbacca                      | 0                              | 1(V)                           |                                |  |                     |                                   |                                   |                                   |                                   |  |             |                                      |                                      |                                      |                                      |  |          |                    |                    |                    |  |
|  |                                   |                                   |                                   |                                   |      | Chewbacca            | Chewbacca                      | 0                              | 1(V)                           |                                |  |                     |                                   |                                   |                                   |                                   |  |             |                                      |                                      |                                      |                                      |  |          |                    |                    |                    |  |
|  |                                   |                                   | Deportivo WAREN                   | Deportivo WAREN                   | 0    | 1                    |                                |                                |                                |                                |  |                     |                                   |                                   |                                   |                                   |  |             |                                      |                                      |                                      |                                      |  |          |                    |                    |                    |  |
|  | 27                                | Deportivo WAREN                   | Deportivo WAREN                   | Deportivo WAREN                   | 0    | 1                    | 5                              | 5                              |                                |                                |  |                     |                                   |                                   |                                   |                                   |  |             |                                      |                                      |                                      |                                      |  |          |                    |                    |                    |  |
|  | 27                                | Deportivo WAREN                   |                                   |                                   |      |                      |                                |                                |                                |                                |  |                     |                                   |                                   |                                   |                                   |  |             |                                      |                                      |                                      |                                      |  |          |                    |                    |                    |  |
|  | 6                                 | Caribe FC                         | 1                                 | 1                                 |      |                      |                                |                                |                                |                                |  |                     |                                   |                                   |                                   |                                   |  |             |                                      |                                      |                                      |                                      |  |          |                    |                    |                    |  |
|  | 6                                 | Caribe FC                         | 1                                 | 1                                 |      |                      |                                |                                |                                |                                |  |                     |                                   |                                   |                                   |                                   |  | Chewbacca   | Chewbacca                            | 1                                    | 1                                    |                                      |  |          |                    |                    |                    |  |
|  |                                   |                                   |                                   |                                   |      |                      |                                |                                |                                |                                |  |                     |                                   |                                   |                                   |                                   |  | Chewbacca   | Chewbacca                            | 1                                    | 1                                    |                                      |  |          |                    |                    |                    |  |
|  |                                   |                                   | Edu Ali@nza TLV                   | Edu Ali@nza TLV                   | 1    | 1(1)                 |                                |                                |                                |                                |  |                     |                                   |                                   |                                   |                                   |  |             |                                      |                                      |                                      |                                      |  |          |                    |                    |                    |  |
|  | 7                                 | Aceituna Mecánica F.C             | Edu Ali@nza TLV                   | Edu Ali@nza TLV                   | 1    | 1(1)                 | 4                              | 0(1)                           |                                |                                |  |                     |                                   |                                   |                                   |                                   |  |             |                                      |                                      |                                      |                                      |  |          |                    |                    |                    |  |
|  | 7                                 | Aceituna Mecánica F.C             |                                   |                                   |      |                      |                                |                                |                                |                                |  |                     |                                   |                                   |                                   |                                   |  |             |                                      |                                      |                                      |                                      |  |          |                    |                    |                    |  |
|  | 26                                | Hillsong United F.C.              | 0                                 | 4(3)                              |      |                      |                                |                                |                                |                                |  |                     |                                   |                                   |                                   |                                   |  |             |                                      |                                      |                                      |                                      |  |          |                    |                    |                    |  |
|  | 26                                | Hillsong United F.C.              | 0                                 | 4(3)                              |      | Hillsong United F.C. | Hillsong United F.C.           | 1                              | 2                              |                                |  |                     |                                   |                                   |                                   |                                   |  |             |                                      |                                      |                                      |                                      |  |          |                    |                    |                    |  |
|  |                                   |                                   |                                   |                                   |      | Hillsong United F.C. | Hillsong United F.C.           | 1                              | 2                              |                                |  |                     |                                   |                                   |                                   |                                   |  |             |                                      |                                      |                                      |                                      |  |          |                    |                    |                    |  |
|  |                                   |                                   | Roma E. El Salvador               | Roma E. El Salvador               | 3    | 4                    |                                |                                |                                |                                |  |                     |                                   |                                   |                                   |                                   |  |             |                                      |                                      |                                      |                                      |  |          |                    |                    |                    |  |
|  | 23                                | ReaL Minas C.R.V.                 | Roma E. El Salvador               | Roma E. El Salvador               | 3    | 4                    | 0                              | 1                              |                                |                                |  |                     |                                   |                                   |                                   |                                   |  |             |                                      |                                      |                                      |                                      |  |          |                    |                    |                    |  |
|  | 23                                | ReaL Minas C.R.V.                 |                                   |                                   |      |                      |                                |                                |                                |                                |  |                     |                                   |                                   |                                   |                                   |  |             |                                      |                                      |                                      |                                      |  |          |                    |                    |                    |  |
|  | 10                                | Roma E. El Salvador               | 0                                 | 2                                 |      |                      |                                |                                |                                |                                |  |                     |                                   |                                   |                                   |                                   |  |             |                                      |                                      |                                      |                                      |  |          |                    |                    |                    |  |
|  | 10                                | Roma E. El Salvador               | 0                                 | 2                                 |      |                      |                                |                                |                                |                                |  | Roma E. El Salvador | Roma E. El Salvador               | 2                                 | 0                                 |                                   |  |             |                                      |                                      |                                      |                                      |  |          |                    |                    |                    |  |
|  |                                   |                                   |                                   |                                   |      |                      |                                |                                |                                |                                |  | Roma E. El Salvador | Roma E. El Salvador               | 2                                 | 0                                 |                                   |  |             |                                      |                                      |                                      |                                      |  |          |                    |                    |                    |  |
|  |                                   |                                   | Edu Ali@nza TLV                   | Edu Ali@nza TLV                   | 1    | 2                    |                                |                                |                                |                                |  |                     |                                   |                                   |                                   |                                   |  |             |                                      |                                      |                                      |                                      |  |          |                    |                    |                    |  |
|  | 15                                | Edu Ali@nza TLV                   | Edu Ali@nza TLV                   | Edu Ali@nza TLV                   | 1    | 2                    | 5                              | 1                              |                                |                                |  |                     |                                   |                                   |                                   |                                   |  |             |                                      |                                      |                                      |                                      |  |          |                    |                    |                    |  |
|  | 15                                | Edu Ali@nza TLV                   |                                   |                                   |      |                      |                                |                                |                                |                                |  |                     |                                   |                                   |                                   |                                   |  |             |                                      |                                      |                                      |                                      |  |          |                    |                    |                    |  |
|  | 18                                | Juncal Juniors                    | 1                                 | 1                                 |      |                      |                                |                                |                                |                                |  |                     |                                   |                                   |                                   |                                   |  |             |                                      |                                      |                                      |                                      |  |          |                    |                    |                    |  |
|  | 18                                | Juncal Juniors                    | 1                                 | 1                                 |      | Edu Ali@nza TLV      | Edu Ali@nza TLV                | 4                              | 1                              |                                |  |                     |                                   |                                   |                                   |                                   |  |             |                                      |                                      |                                      |                                      |  |          |                    |                    |                    |  |
|  |                                   |                                   |                                   |                                   |      | Edu Ali@nza TLV      | Edu Ali@nza TLV                | 4                              | 1                              |                                |  |                     |                                   |                                   |                                   |                                   |  |             |                                      |                                      |                                      |                                      |  |          |                    |                    |                    |  |
|  |                                   |                                   | Deportivo Mariajuana              | Deportivo Mariajuana              | 2    | 2                    |                                |                                |                                |                                |  |                     |                                   |                                   |                                   |                                   |  |             |                                      |                                      |                                      |                                      |  |          |                    |                    |                    |  |
|  | 31                                | just do it                        | Deportivo Mariajuana              | Deportivo Mariajuana              | 2    | 2                    | 2                              | 1                              |                                |                                |  |                     |                                   |                                   |                                   |                                   |  |             |                                      |                                      |                                      |                                      |  |          |                    |                    |                    |  |
|  | 31                                | just do it                        |                                   |                                   |      |                      |                                |                                |                                |                                |  |                     |                                   |                                   |                                   |                                   |  |             |                                      |                                      |                                      |                                      |  |          |                    |                    |                    |  |
|  | 2                                 | Dep. Mariajuana                   | 4                                 | 2                                 |      |                      |                                |                                |                                |                                |  |                     |                                   |                                   |                                   |                                   |  |             |                                      |                                      |                                      |                                      |  |          |                    |                    |                    |  |
|  | 2                                 | Dep. Mariajuana                   | 4                                 | 2                                 |      |                      |                                |                                |                                |                                |  |                     |                                   |                                   |                                   |                                   |  |             |                                      |                                      |                                      |                                      |  |          |                    |                    |                    |  |
|  |                                   |                                   |                                   |                                   |      |                      |                                |                                |                                |                                |  |                     |                                   |                                   |                                   |                                   |  |             |                                      |                                      |                                      |                                      |  |          |                    |                    |                    |  |

### UETA Champions Cup T29
Esta es la máxima competición a nivel de clubes de Europa actualmente en curso, de la cual el actual campeón es Brummies de Italia, pero puesto que ya ha quedado eliminado en fase de grupos al terminar último con 5 puntos, en esta edición la copa pasará a otro club. Participaron más de 100 equipos, de los cuales algunos empezaron en la ronda de clasificación 1, de la cual en partidos de eliminación directa de ida y vuelta se eliminó a la mitad, la cual clasificó a la ronda de clasificación 2, en la cual, junto a otros equipos que clasificaron directamente a esta ronda, utilizando el mismo procedimiento de la ronda 1 se eliminó a la mitad de los equipos, que clasificaron a la ronda de clasificación 3. En la misma se sumaron también nuevos equipos clasificados directamente, y de la misma forma que en las rondas anteriores se eliminó a la mitad de los equipos, que clasificaron a la ronda de clasificación 4, en la cual también se sumaron más equipos y, la mitad fue eliminada, mientras que la otra mitad clasificó a la fase de grupos, en la cual, junto a los clasificados directamente, sumaron 32 equipos distribuidos en 8 grupos de 4 en los que en partidos de ida y vuelta todos contra todos clasificaron los dos primeros de cada grupo a los octavos de final. Actualmente 2 equipos siguen en competencia que jugaran la final.

#### Cuadro fase final
|  | Octavos de final               | Octavos de final               | Octavos de final               |                    |   | Cuartos de final               | Cuartos de final               | Cuartos de final               |  |  | Semifinales                       | Semifinales                       | Semifinales                       |  |  | Final          | Final          | Final          |
|  | el 14 de agosto y 18 de agosto | el 14 de agosto y 18 de agosto | el 14 de agosto y 18 de agosto |                    |   | el 21 de agosto y 25 de agosto | el 21 de agosto y 25 de agosto | el 21 de agosto y 25 de agosto |  |  | el 28 de agosto y 1 de septiembre | el 28 de agosto y 1 de septiembre | el 28 de agosto y 1 de septiembre |  |  | el 9 de agosto | el 9 de agosto | el 9 de agosto |
|  |                                |                                |                                |                    |   |                                |                                |                                |  |  |                                   |                                   |                                   |  |  |                |                |                |
|  |                                |                                |                                |                    |   |                                |                                |                                |  |  |                                   |                                   |                                   |  |  |                |                |                |
|  |                                |                                |                                |                    |   |                                |                                |                                |  |  |                                   |                                   |                                   |  |  |                |                |                |
|  | kayseri                        | 0                              | 1(1)                           |                    |   |                                |                                |                                |  |  |                                   |                                   |                                   |  |  |                |                |                |
|  | kayseri                        | 0                              | 1(1)                           |                    |   |                                |                                |                                |  |  |                                   |                                   |                                   |  |  |                |                |                |
|  | R.Sociedad                     | 1                              | 0                              |                    |   |                                |                                |                                |  |  |                                   |                                   |                                   |  |  |                |                |                |
|  | R.Sociedad                     | 1                              | 0                              | kayseri            | 1 | 2                              |                                |                                |  |  |                                   |                                   |                                   |  |  |                |                |                |
|  |                                |                                |                                |                    | 1 | 2                              |                                |                                |  |  |                                   |                                   |                                   |  |  |                |                |                |
|  |                                | B. Shar-peis BB                | 1                              | 0                  |   |                                |                                |                                |  |  |                                   |                                   |                                   |  |  |                |                |                |
|  | Outremer                       | B. Shar-peis BB                | 1                              | 0                  | 1 | 1                              |                                |                                |  |  |                                   |                                   |                                   |  |  |                |                |                |
|  | Outremer                       |                                |                                |                    | 1 | 1                              |                                |                                |  |  |                                   |                                   |                                   |  |  |                |                |                |
|  | B. Shar-peis BB                | 1                              | 1(1)                           |                    |   |                                |                                |                                |  |  |                                   |                                   |                                   |  |  |                |                |                |
|  | B. Shar-peis BB                | 1                              | 1(1)                           | kayseri            | 3 | 1                              |                                |                                |  |  |                                   |                                   |                                   |  |  |                |                |                |
|  |                                |                                |                                |                    | 3 | 1                              |                                |                                |  |  |                                   |                                   |                                   |  |  |                |                |                |
|  |                                | Romarsenal                     | 2                              | 3                  |   |                                |                                |                                |  |  |                                   |                                   |                                   |  |  |                |                |                |
|  | Asatru                         | Romarsenal                     | 2                              | 3                  | 1 | 1                              |                                |                                |  |  |                                   |                                   |                                   |  |  |                |                |                |
|  | Asatru                         |                                |                                |                    | 1 | 1                              |                                |                                |  |  |                                   |                                   |                                   |  |  |                |                |                |
|  | Mitico Pisa                    | 1                              | 2                              |                    |   |                                |                                |                                |  |  |                                   |                                   |                                   |  |  |                |                |                |
|  | Mitico Pisa                    | 1                              | 2                              | Mitico Pisa        | 1 | 1                              |                                |                                |  |  |                                   |                                   |                                   |  |  |                |                |                |
|  |                                |                                |                                |                    | 1 | 1                              |                                |                                |  |  |                                   |                                   |                                   |  |  |                |                |                |
|  |                                | Romarsenal                     | 1                              | 2                  |   |                                |                                |                                |  |  |                                   |                                   |                                   |  |  |                |                |                |
|  | Romarsenal                     | Romarsenal                     | 1                              | 2                  | 2 | 2                              |                                |                                |  |  |                                   |                                   |                                   |  |  |                |                |                |
|  | Romarsenal                     |                                |                                |                    | 2 | 2                              |                                |                                |  |  |                                   |                                   |                                   |  |  |                |                |                |
|  | Kamara FC                      | 1                              | 2                              |                    |   |                                |                                |                                |  |  |                                   |                                   |                                   |  |  |                |                |                |
|  | Kamara FC                      | 1                              | 2                              | Romarsenal         | 1 |                                |                                |                                |  |  |                                   |                                   |                                   |  |  |                |                |                |
|  |                                |                                |                                |                    | 1 |                                |                                |                                |  |  |                                   |                                   |                                   |  |  |                |                |                |
|  |                                | J.F.                           | 3                              |                    |   |                                |                                |                                |  |  |                                   |                                   |                                   |  |  |                |                |                |
|  | FC Shustrekai                  | J.F.                           | 3                              | 1                  | 1 |                                |                                |                                |  |  |                                   |                                   |                                   |  |  |                |                |                |
|  | FC Shustrekai                  |                                |                                |                    | 1 |                                |                                |                                |  |  |                                   |                                   |                                   |  |  |                |                |                |
|  | J.F.                           | 2                              | 5                              |                    |   |                                |                                |                                |  |  |                                   |                                   |                                   |  |  |                |                |                |
|  | J.F.                           | 2                              | 5                              | J.F.               | 4 | 3                              |                                |                                |  |  |                                   |                                   |                                   |  |  |                |                |                |
|  |                                |                                |                                |                    | 4 | 3                              |                                |                                |  |  |                                   |                                   |                                   |  |  |                |                |                |
|  |                                | El Brujo Quini                 | 0                              | 0                  |   |                                |                                |                                |  |  |                                   |                                   |                                   |  |  |                |                |                |
|  | Internazionale VŽT             | El Brujo Quini                 | 0                              | 0                  | 1 | 4 (4)                          |                                |                                |  |  |                                   |                                   |                                   |  |  |                |                |                |
|  | Internazionale VŽT             |                                |                                |                    | 1 | 4 (4)                          |                                |                                |  |  |                                   |                                   |                                   |  |  |                |                |                |
|  | El Brujo Quini                 | 4                              | 1 (5)                          |                    |   |                                |                                |                                |  |  |                                   |                                   |                                   |  |  |                |                |                |
|  | El Brujo Quini                 | 4                              | 1 (5)                          | J.F.               | 1 | 1(5)                           |                                |                                |  |  |                                   |                                   |                                   |  |  |                |                |                |
|  |                                |                                |                                |                    | 1 | 1(5)                           |                                |                                |  |  |                                   |                                   |                                   |  |  |                |                |                |
|  |                                | Real Betis Balompié            | 1                              | 1(4)               |   |                                |                                |                                |  |  |                                   |                                   |                                   |  |  |                |                |                |
|  | BKS_Bolesławiec                | Real Betis Balompié            | 1                              | 1(4)               | 2 | 0                              |                                |                                |  |  |                                   |                                   |                                   |  |  |                |                |                |
|  | BKS_Bolesławiec                |                                |                                |                    | 2 | 0                              |                                |                                |  |  |                                   |                                   |                                   |  |  |                |                |                |
|  | D. K. Knægte                   | 1                              | 3                              |                    |   |                                |                                |                                |  |  |                                   |                                   |                                   |  |  |                |                |                |
|  | D. K. Knægte                   | 1                              | 3                              | Der Kaisers Knægte | 2 | 1                              |                                |                                |  |  |                                   |                                   |                                   |  |  |                |                |                |
|  |                                |                                |                                |                    | 2 | 1                              |                                |                                |  |  |                                   |                                   |                                   |  |  |                |                |                |
|  |                                | Real Betis Balompié            | 3                              | 2                  |   |                                |                                |                                |  |  |                                   |                                   |                                   |  |  |                |                |                |
|  | IvanFaca                       | Real Betis Balompié            | 3                              | 2                  | 0 | 1                              |                                |                                |  |  |                                   |                                   |                                   |  |  |                |                |                |
|  | IvanFaca                       |                                |                                |                    | 0 | 1                              |                                |                                |  |  |                                   |                                   |                                   |  |  |                |                |                |
|  | Real Betis Balompié            | 0                              | 4                              |                    |   |                                |                                |                                |  |  |                                   |                                   |                                   |  |  |                |                |                |

## Selecciones
En Trophy Manager cada país posee una selección, que es dirigida por un entrenador que ha sido nominado y votado por los mánager de dicho país, cargo que se renueva cada dos temporadas. Dicho mánager selecciona jugadores del país y arma la táctica para el mismo. La selección del país juega dos competiciones, el mundial que se juega cada 4 temporadas, y la copa de su zona (por ejemplo Argentina juega la copa América). Para jugar el mundial antes cada país debe jugar una clasificación previa.

## El foro
En Trophy Manager existe un foro en el cual todos los usuarios pueden debatir sobre el juego y aprender a jugar de mejor forma. Existen varios foros, entre ellos hay uno por cada país, uno general, uno de para reportar errores y uno de desarrollo del juego entre otros. Para estos foros existen FTs (llamados así por los del juego, en realidad significa forum teamsters o sea moderadores del foro) que revisar si las reglas del foro están siendo cumplidas y proceden como dice el reglamento También existe una opción de crear un foro privado o público en el cual el moderador es el creador y puede invitar a quien estime oportuno.

## Moderadores
Existen en TM cuatro tipos de moderadores (Teamsters), los GTs (Game Teamsters, que son los moderadores que se encargan de hacer el juego competitivo y de restringir a los usuarios que hacen trampa de esta forma), los DTs (Development Teamsters, que son los moderadores que se encargan de implantarle mejoras al juego), los LTs (Language Teamsters, que son los que se encargan de traducir el juego a todos los idiomas posibles) y los FTs (Forum Teamsters, que son los moderadores del foro). También existe una minoría muy pequeña de moderadores llamados MTs (Master Teamsters), que son los de mayor jerarquía y cumplen las funciones de todos los moderadores además de tener el control del juego completo. El MT más conocido es Nielsen, el creador del juego.

## Estadio
En TM cada mánager posee un estadio el cual tiene diversas instalaciones que pueden ser ampliadas para obtener beneficios, como por ejemplo una mayor cantidad de espectadores que concurran a un partido. Hay 17 instalaciones del estadio, de las cuales las más importantes son los asientos, la academia de juveniles y los campos de entrenamiento. Los últimos dos no dan ningún beneficio monetario pero al mejorar la academia de juveniles se logra que los juveniles que son obtenidos los sábados mejoren sus habilidades iniciales y su potencial, y los campos de entrenamiento logran que los jugadores mejoren su entrenamiento hasta un 25 %.

## Desarrollo de los jugadores
En TM todos los sábados la academia de juveniles da un reporte con 1, 2 o 3 juveniles nuevos (depende del nivel de la academia), que pueden ser de edad normal, adulta o joven, estos últimos solo se consiguen pagando con dos Días Pro. El tener una academia de juveniles de mayor nivel da más posibilidad de obtener mejores juveniles, pero nunca lo garantiza completamente Todos los jugadores de TM tienen tres temporadas de florecimiento en las que sus habilidades aumentan mucho más velozmente que el resto de su vida. Hay jugadores que florecen tempranamente, otros en la edad normal, y otros florecen con más edad. Sin embargo en TM un jugador puede haber terminado la edad de florecimiento y seguir aumentando sus habilidades si todavía no terminó su desarrollo. También esto depende de la instalación de Campos de Entrenamiento, que puede aumentar el entrenamiento de los jugadores en un 25% y de los entrenadores, que también pueden aumentarlo otro 25% teniendo entrenadores óptimos. Lo que entrena un jugador se mide en TI (Training intensity, intensidad de entrenamiento), que es la suma de las habilidades que el jugador aumentó y disminuyó en un entrenamiento multiplicado por 10. Todos los jugadores entrenan una vez por semana, los martes

## Días Pro
Aunque jugar TM es gratis, para obtener ciertas funcionalidades extra es posible comprar PRO days (días pro) que brindan dichas funcionalidades por la cantidad de días que se compró, o sea, se pierde un PRO day por día. Algunas de las funcionalidades que brinda esto son:
- una visión de lo que entrenaron los jugadores en el último entrenamiento
- una visión de como cambió el TI de un jugador durante los anteriores entrenamientos de su vida
- el poder ver completamente las estadísticas de goles y partidos jugados de los jugadores (en vez de solo la última temporada)
- el poder usar un agente de transferencias en las subastas por jugadores que ofrece siempre que aumente la subasta a menos que llegue a un tope puesto por el mánager que puso al agente
- usar filtros de posición para los jugadores
- poder filtrar jugadores por habilidades y recomendación en el mercado
- poder usar el escudo
- funcionalidades extras en las publicaciones del foro

entre otras. Además pagando una determinada cantidad de PRO days es posible comprar otras cosas como:
- Ponerle apodo a los jugadores (5 PRO Days por jugador)
- Cambiarle el nombre al equipo (20 PRO Days por jugador)
- Al ponerle carteles, decoración y cambiar el tiempo en el que termina la subasta al poner un jugador en venta (hasta 10 PRO Days dependiendo lo que se use)
- Ponerse un logo grande en el foro (100 PRO Days)
- Obtener juveniles jóvenes (solo una vez por semana, los sábados, por 2 PRO days)

Sin embargo, los PRO days no dan ninguna ventaja directa para jugar mejor, solo brindan más datos que en todo caso se pueden usar para jugar mejor, algo que lo diferencia de otros juegos donde existen funcionalidades pagas.